# Henry Morin
Pour les articles homonymes, voir Morin.
Henry Morin est un illustrateur français né à Strasbourg le 21 janvier 1873 et mort à Versailles le 4 janvier 1961.

## Biographie
Henry Morin étudie à l'École nationale supérieure des beaux-arts de Paris. Il se spécialise dans l'illustration de livres pour la jeunesse. Il collabore à La Semaine de Suzette puis à Mon journal. Il illustre de nombreux ouvrages pour la Select-Collection et la Collection Nelson dont notamment les livres de la comtesse de Ségur, Alice au Pays des Merveilles et De l'autre côté du miroir.
En 1923, il est sollicité pour dessiner les vitraux de la chapelle Jeanne d'Arc de la cathédrale Saint-Julien du Mans. À partir de cette époque, il occupe une partie de son temps à l'art religieux et réalise des cartons pour plusieurs maîtres verriers dont les vitraux de l'église de l'Université catholique de Lille.
Il réalise des cartes postales et des vignettes pour des publicités, entre autres pour une marque de champagne (série de 13 cartes postales champagne Bulteaux) et des restaurants. Sa signature figure aux côtés de celle de René Lelong.

## Illustrations
- Texte et dessins d'Henry Morin : Germain le hautain
- Jérôme Doucet : les douze filles de la Reine Mab
- Jérôme Doucet : les douze lutins de la princesse Mab
- Léon Gozlan : Les émotions de Polydore Marasquin
- Théophile Gauthier : Le roman de la momie
- Rabelais : Gargantua Pantagruel
- Alain-René Lesage : Gil Blas de Santillane
- Don Quichotte
- André Lichtenberger : la série des 13 Nane (entre parenthèses, année de publication au format album, chaque histoire ayant été préalablement publiée le second semestre de l'année précédente dans le magazine La Semaine de Suzette)[7] : 
  - 1. Les Vacances de Nane (1924)
  - 2. Nane et ses bêtes  (1925)
  - 3. Le Règne de Nane (1926)
  - 4. Nane au Maroc (1927)
  - 5. Nane policière (1929)
  - 6. Nane chez les saltimbanques (1930)
  - 7. Nane et la vie de château (1931)
  - 8. Marraine chez Nane (1932)
  - 9. Nane et sa fille (1933)
  - 10. Nane chez Yasmina (1934)
  - 11. Nane fait du cinéma (1935)
  - 12. La Fortune de Nane (1936)
  - 13. Nane au pays de l'aventure (1937)
- Charles Lamb : Les contes de Shakespeare
- Les Fables de La Fontaine.
- Les Contes de Perrault
- Alba d'Oro : Le prisonnier du Rajah
- Jean Rosmer : Les Compagnons de Marjolaine
- Jules Lemaître " Contes blancs " illustrés par Henry Morin, chez Boivin & Cie Éditeurs, Paris, 1930
- Couverture du N°2 de la revue Java